# Paolo Roversi (Fotograf)

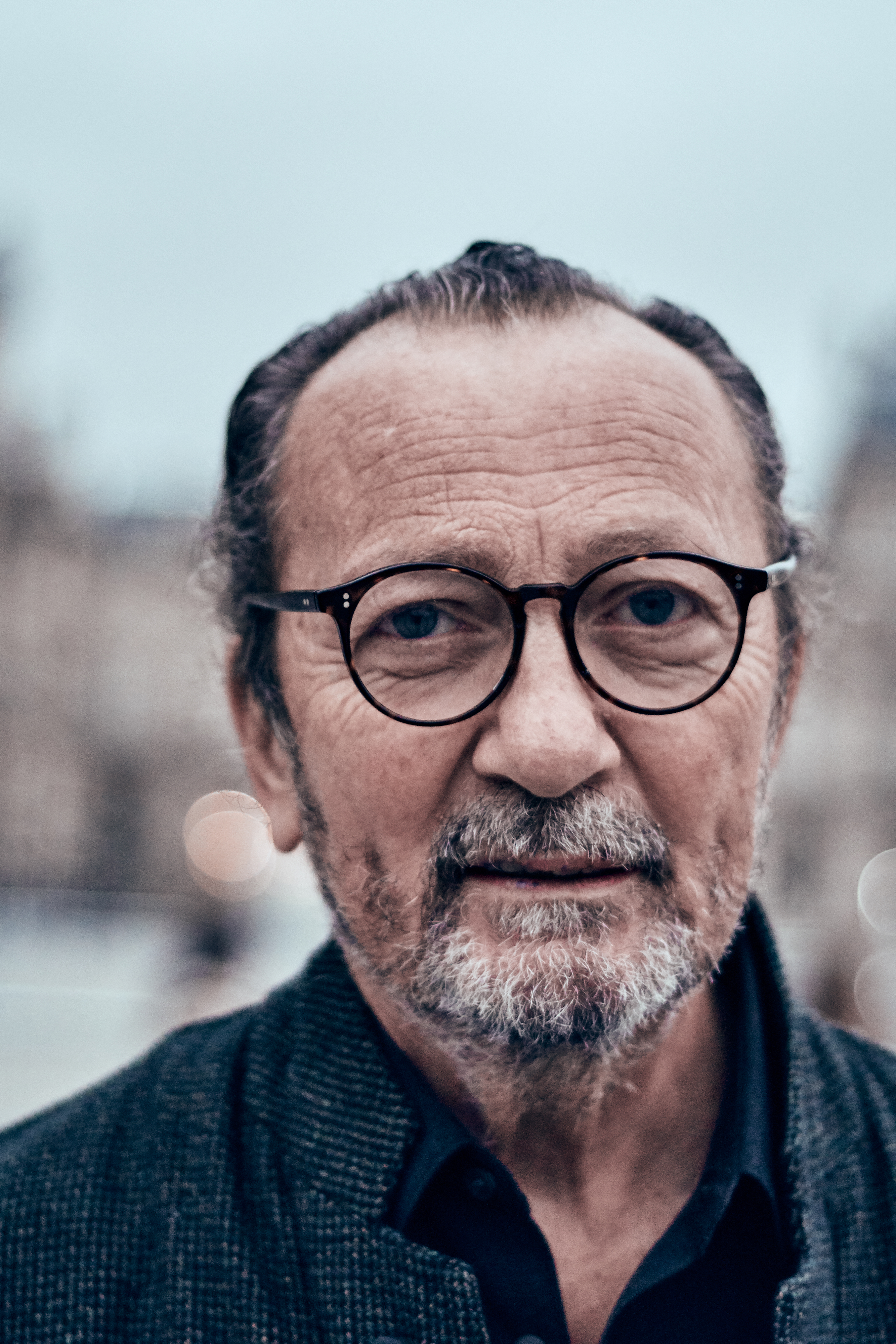
Paolo Roversi

Paolo Roversi (* 1947 in Ravenna) ist ein italienischer Fotograf.
Roversi arbeitet und lebt seit 1973 in Paris. Nachdem er anfangs als Fotoreporter arbeitete, ist er heute  hauptsächlich im Bereich der Modefotografie tätig, unter anderem für Comme des Garçons, Yohji Yamamoto, Romeo Gigli, Yves Saint Laurent und andere. Seine Arbeiten wurden in Modezeitschriften wie Elle und Vogue publiziert. Zu seinen bekanntesten Büchern zählt die Serie von Aktfotografien unter dem Titel Nudi.

## Publikationen
- Nudi. Stromboli, Paris 1999 [Vertrieb durch Steidl, Göttingen] ISBN 3-88243-662-X
- Studio. Steidl-Dangin, Göttingen 2008, ISBN 978-3-86521-758-5